# Списак телекомуникационих оператора у Србији
У Србији постоји већи број телекомуникационих оператера фиксне телефоније, мобилне телефоније и интернет услуга.

## Фиксна телефонија
- Телеком Србија је домаћи телекомуникациони оператер фиксне телефоније у Србији и поседовао је право монопола до 9. јуна 2005. године. Поседује 2.746.765 корисника (2006).
- СББ је оператер фиксне телефоније у Србији.
- Орион телеком је оператер фиксне телефоније у Србији.
- Беотел нет је оператер фиксне телефоније у Србији.
- Yettel Србија је оператер фиксне телефоније у Србији.
- A1 је оператер фиксне телефоније у Србији.

## Мобилна телефонија
- Телеком Србија је такође оператер мобилне телефоније са позивним бројевима 064, 065 и 066 (ГСМ). Тржишно учешће мреже је 64,11%, с 3.612.453 корисника.
- Yettel Србија је најстарији оператер мобилне телефоније у Србији са позивним бројевима 063, 062 и 069.
- A1 је оператер мобилне телефоније у Србији са седиштем у Београду. Компанија је у власништву Telekom Austria из Аустрије, једног од водећих аустријских мобилних оператера. Позивни бројеви ГСМ мреже су 060, 061 и 068.

### МВНО
- Глобалтел је виртуелни оператер мобилне телефоније у Србији основан 2015. године са седиштем у Београду. Он нема своју инфраструктуру већ је изнајмљује од компаније MTS[1] , док ју је раније изнајмљивао од А1 Srbija. Позивни број који користи је 0677. Компанија је у потпуном власништву Телеком Србија.

## Интернет услуге
Интернет услуге пружају:
- Телеком Србија
- СББ
- Орион телеком
- А1
- Yettel
- Беотел нет